# Завьялов, Юрий Дмитриевич
Юрий Дмитриевич Завьялов (27 июля 1937 — 27 мая 2014) — передовик советского лесного хозяйства, бригадир лесозаготовительной бригады, наставник Новгородского производственного лесозаготовительного объединения Министерства лесной и деревообрабатывающей промышленности СССР, Герой Социалистического Труда (1976).

## Биография
Родился 27 июля 1937 года в деревне Абрамово Хвойнинского района Новгородской области.
С октября 1955 года трудился трактористом Бугровского лесопункта Пестовского леспромхоза, а с октября 1964 года трактористом Комсомольского лесопункта Маловишерского леспромхоза комбината «Новгородлес». В процессе трудовой деятельности овладел профессиями моториста бензомоторной пилы и шофёра 1-го класса. В 1965 году возглавил малую комплексную бригаду, а позднее стал бригадиром укрупнённой комплексной лесозаготовительной бригады в городе Малая Вишера Новгородской области.
Руководимая им бригада первая в области освоила гидравлический клин, а также первыми использовали механический метод очистки лесосек. В 1967 году бригаде присвоено звание коллектива коммунистического труда. В 1972 году первыми в области сформировали укрупнённую бригаду из 8 человек, что позволило максимально использовать технику и исключить простои.
Всего за девятую пятилетку (1971-1975) бригада заготовила 247 тысяч 52 кубометра древесины при плане 156 тысяч 607 кубометров. На базе бригады была создана школа передового опыта и наставничества. За победу в социалистических соревнованиях бригада неоднократно становилась "Лучшей лесозаготовительной бригадой Министерства лесной и перерабатывающей промышленности СССР".
Указом Президиума Верховного Совета СССР от 10 марта 1976 года за выдающиеся производственные успехи, достигнутые при выполнении заданий девятой пятилетки Юрию Дмитриевичу Завьялову было присвоено звание Героя Социалистического Труда с вручением ордена Ленина и золотой медали «Серп и Молот».
В 1990-е годы вышел на заслуженный отдых.
Избирался членом Маловишерского райкома КПСС, делегатом XIV и XVI съездов профсоюзов, членом ЦК профсоюза работников лесной и деревообрабатывающей промышленности.
Жил в городе Малая Вишера. Умер 27 мая 2014 года.

## Награды
За трудовые успехи был удостоен:
- золотая звезда «Серп и Молот» (10.03.1976)
- орден Ленина (07.05.1971)
- орден Ленина (10.03.1976)
- Орден «Знак Почёта» (17.09.1966)
- другие медали.

Лауреат премии ВЦСПС имени первого стахановца лесной промышленности Николая Кривцова.
Почётный мастер лесозаготовок и сплава (1966).